# Davide Simoncelli
Davide Simoncelli (* 30. Januar 1979 in Rovereto) ist ein ehemaliger italienischer Skirennläufer. Im Weltcup fuhr er seit 2007 ausschließlich Riesenslalom-Rennen, davor hatte er vereinzelt auch an Slaloms und Super-Kombinationen teilgenommen. Er gewann zwei Weltcuprennen und erreichte zweimal den vierten Platz im Riesenslalom-Weltcup.

## Biografie
Erstmals bestritt Davide Simoncelli in der Saison 2000/01 ein alpines Weltcuprennen, doch erst ein Jahr später konnte er sich unter den ersten 30 klassieren und einige Weltcuppunkte sammeln. Den Durchbruch schaffte er in der Saison 2003/04, als er dank regelmäßig guter Leistungen in der Riesenslalom-Weltcupwertung den fünften Schlussrang belegte. Bei seiner Weltmeisterschafts-Premiere in St. Anton 2001 belegte Simoncelli Platz 20 im Riesenslalom und Rang 23 im Slalom. 2003 und 2005 startete er nur noch im Riesenslalom, schied aber beide Male aus.
Am 21. Dezember 2003 gewann Simoncelli sein erstes Weltcuprennen, den Riesenslalom auf der Gran Risa in Alta Badia, eine Woche nach einem zweiten Platz auf derselben Strecke. Bereits ein Jahr zuvor war er in Alta Badia Zweiter geworden. Danach folgte eine Phase mit etwas schwächeren Leistungen, doch im Dezember 2005 wurde er erneut Zweiter in einem Riesenslalom-Rennen – wiederum auf seiner Lieblingsstrecke in Alta Badia. Im März 2006 erreichte er dann seinen zweiten Weltcupsieg, womit er in der Saison 2005/06 den vierten Platz im Riesenslalom-Weltcup erzielte. Bei den Olympischen Winterspielen 2006 schied er jedoch im ersten Riesenslalomdurchgang aus.
In den nächsten drei Jahren verschlechterten sich seine Resultate wieder. Die Saison 2006/07 musste er verletzungsbedingt im Januar beenden, in Weltcuprennen fuhr er nur selten in die Top 10, im Riesenslalom-Weltcup war er nicht mehr unter den besten zehn und in der Saison 2008/09 auch nicht mehr unter den besten 20 zu finden. Bei den Weltmeisterschaften 2009 in Val-d’Isère erzielte er immerhin Platz elf im Riesenslalom. Im Winter 2009/10 konnte sich Simoncelli wieder deutlich steigern. Er erreichte zwei zweite Plätze in Alta Badia und Garmisch-Partenkirchen und wurde wie schon vier Jahre zuvor Vierter im Riesenslalom-Weltcup. Bei den Olympischen Winterspielen 2010 in Vancouver kam er an seine guten Weltcup-Saisonergebnisse nicht heran und wurde nur 19. im Riesenslalom.
In der Saison 2010/11 blieb ein siebter Platz im Riesenslalom von Val-d’Isère sein bestes Weltcupergebnis. Bei den Weltmeisterschaften 2011 in Garmisch-Partenkirchen belegte Simoncelli Rang 20. Am Ende der Saison erlitt er bei den italienischen Meisterschaften Verletzungen des vorderen Kreuzbandes und des Meniskus im linken Knie. Im nächsten Weltcupwinter 2011/12 konnte sich Simoncelli gegenüber dem Vorjahr verbessern. Er erzielte als bestes Rennergebnis einen fünften Platz in Kranjska Gora und wurde Zehnter im Riesenslalomweltcup. Am 24. Juni 2012 erlitt Simoncelli während eines Gletschertrainings eine schwere Bauchverletzung, worauf er das Sommertraining für rund drei Monate unterbrechen musste.
Im Dezember 2012 erreichte Simoncelli im Riesenslalom von Beaver Creek den dritten Platz und gewann die dritte Ausgabe des Alpine Rockfest in Andalo. In seinen letzten beiden Saisonen konnte sich Simoncelli durchwegs im Mittelfeld klassieren. Noch einmal stand er kurz im Rampenlicht, als er bei den Olympischen Winterspielen 2014 im Riesenslalom nach dem ersten Lauf auf Rang 3 lag, doch ein fehlerhafter zweiter Durchgang brachte lediglich den 17. Gesamtrang. Nachdem der Trentiner bei den italienischen Meisterschaften 2015 im Riesenslalom Zweiter geworden war, gab er seinen Rücktritt vom Skisport bekannt.

## Erfolge

### Olympische Spiele
- Vancouver 2010: 19. Riesenslalom
- Sotschi 2014: 17. Riesenslalom

### Weltmeisterschaften
- St. Anton 2001: 20. Riesenslalom, 23. Slalom
- Val-d’Isère 2009: 11. Riesenslalom
- Garmisch-Partenkirchen 2011: 20. Riesenslalom
- Schladming 2013: 6. Riesenslalom
- Vail/Beaver Creek 2015: 17. Riesenslalom

### Weltcup
- 8 Podestplätze in Einzelrennen, davon 2 Siege:

| Datum             | Ort        | Land     | Disziplin    |
| ----------------- | ---------- | -------- | ------------ |
| 21. Dezember 2003 | Alta Badia | Italien  | Riesenslalom |
| 4. März 2006      | Yongpyong  | Südkorea | Riesenslalom |

- 1 Podestplatz bei Mannschaftswettbewerben

### Weltcupwertungen
| Saison  | Gesamt | Gesamt | Riesenslalom | Riesenslalom | Slalom | Slalom | Kombination | Kombination |
| Saison  | Platz  | Punkte | Platz        | Punkte       | Platz  | Punkte | Platz       | Punkte      |
| ------- | ------ | ------ | ------------ | ------------ | ------ | ------ | ----------- | ----------- |
| 2000/01 | 109.   | 22     | 41.          | 22           | –      | –      | –           | –           |
| 2001/02 | 104.   | 33     | 33.          | 29           | 59.    | 4      | –           | –           |
| 2002/03 | 60.    | 110    | 19.          | 110          | –      | –      | –           | –           |
| 2003/04 | 37.    | 238    | 5.           | 238          | –      | –      | –           | –           |
| 2004/05 | 38.    | 207    | 8.           | 207          | –      | –      | –           | –           |
| 2005/06 | 29.    | 314    | 4.           | 314          | –      | –      | –           | –           |
| 2006/07 | 64.    | 109    | 12.          | 104          | –      | –      | 47.         | 5           |
| 2007/08 | 56.    | 155    | 12.          | 155          | –      | –      | –           | –           |
| 2008/09 | 73.    | 82     | 23.          | 82           | –      | –      | –           | –           |
| 2009/10 | 22.    | 311    | 4.           | 311          | –      | –      | –           | –           |
| 2010/11 | 73.    | 107    | 16.          | 107          | –      | –      | –           | –           |
| 2011/12 | 45.    | 208    | 10.          | 208          | –      | –      | –           | –           |
| 2012/13 | 40.    | 173    | 11.          | 173          | –      | –      | –           | –           |
| 2013/14 | 61.    | 94     | 23.          | 94           | –      | –      | –           | –           |
| 2014/15 | 57.    | 129    | 15.          | 129          | –      | –      | –           | –           |

### Europacup
- Saison 2000/01: 9. Gesamtwertung, 4. Riesenslalomwertung
- 3 Podestplätze

### Juniorenweltmeisterschaften
- Pra Loup 1999: 12. Slalom

### Weitere Erfolge
- 3 Italienische Meistertitel (Kombination 2008, Riesenslalom 2012 und 2013)
- 1 Sieg im Nor-Am Cup
- 1 Podestplatz im South American Cup
- 6 Siege in FIS-Rennen